# میپل ریدج (اوهایو)
میپل ریدج (به انگلیسی: Maple Ridge) یک منطقهٔ مسکونی در ایالات متحده آمریکا است که در شهرستان ماهونینگ، اوهایو واقع شده‌است. میپل ریدج ۴٫۹ کیلومتر مربع مساحت و ۷۶۱ نفر جمعیت دارد و ۳۳۶ متر بالاتر از سطح دریا واقع شده‌است.